# MLB All-Star Game 1981
MLB All-Star Game 1981 – 52. Mecz Gwiazd ligi MLB, który odbył się 9 sierpnia 1981 roku na Cleveland Stadium w Cleveland. Pierwotnie All-Star Game zaplanowano na 14 lipca 1981, jednak z powodu strajku zawodników, który trwał od 12 czerwca do 31 lipca, mecz przełożono na późniejszy termin. Spotkanie zakończyło się zwycięstwem National League All-Stars 5–4. Frekwencja wyniosła 72 086 widzów.
Najbardziej wartościowym zawodnikiem został Gary Carter, który zdobył dwa home runy.

## Wyjściowe składy
| National League | National League     | National League | National League | American League | American League | American League | American League |
| #               | Zawodnik            | Klub            | Pozycja         | #               | Zawodnik        | Klub            | Pozycja         |
| --------------- | ------------------- | --------------- | --------------- | --------------- | --------------- | --------------- | --------------- |
| 1               | Pete Rose           | Phillies        | 1B              | 1               | Rod Carew       | Angels          | 1B              |
| 2               | Dave Concepción     | Reds            | SS              | 2               | Willie Randolph | Yankees         | 2B              |
| 3               | Dave Parker         | Pirates         | RF              | 3               | George Brett    | Royals          | 3B              |
| 4               | Mike Schmidt        | Phillies        | 3B              | 4               | Dave Winfield   | Yankees         | CF              |
| 5               | George Foster       | Reds            | LF              | 5               | Ken Singleton   | Orioles         | LF              |
| 6               | Andre Dawson        | Expos           | CF              | 6               | Reggie Jackson  | Yankees         | RF              |
| 7               | Gary Carter         | Expos           | C               | 7               | Carlton Fisk    | White Sox       | C               |
| 8               | Davey Lopes         | Dodgers         | 2B              | 8               | Bucky Dent      | Yankees         | SS              |
| 9               | Fernando Valenzuela | Dodgers         | P               | 9               | Jack Morris     | Tigers          | P               |

| National League | 0 | 0 | 0 | 0 | 1 | 1 | 1 | 2 | 0 | 5 | 9  | 1 |
| American League | 0 | 1 | 0 | 0 | 0 | 3 | 0 | 0 | 0 | 4 | 11 | 1 |
| WP: Vida Blue (1–0) LP: Rollie Fingers (0–1) SV Bruce Sutter (1) Home runy: NL: Gary Carter (2), Dave Parker (1), Mike Schmidt (2) AL: Ken Singleton (1) |   |   |   |   |   |   |   |   |   |   |    |   |

## Składy
| Miotacze - Len Barker (1) - Britt Burns (1) - Doug Corbett (1) - Ron Davis (1) - Rollie Fingers (6) - Rich Gossage (6) - Scott McGregor (1) - Jack Morris (1) - Mike Norris (1) - Dave Stieb (2) Łapacze - Bo Díaz (1) - Carlton Fisk (8) - Ted Simmons (7) |  | Wewnątrzpolowi - Buddy Bell (3) - George Brett (6) - Rick Burleson (4) - Rod Carew (15) - Bucky Dent (3) - Eddie Murray (2) - Al Oliver (5) - Willie Randolph (4) - Frank White (3) Zapolowi - Tony Armas (1) - Dwight Evans (2) - Reggie Jackson (11) - Fred Lynn (7) - Tom Paciorek (1) - Ken Singleton (3) - Gorman Thomas (1) - Dave Winfield (5) |  | Menadżer - Jim Frey Trenerzy - Dave Garcia - Don Zimmer Honorowy kapitan - Bob Feller |

| Miotacze - Vida Blue (6) - Steve Carlton (9) - Burt Hooton (1) - Bob Knepper (1) - Dick Ruthven (2) - Nolan Ryan (6) - Tom Seaver (12) - Bruce Sutter (5) - Fernando Valenzuela (1) Łapacze - Bruce Benedict (1) - Gary Carter (4) - Terry Kennedy (1) |  | Wewnątrzpolowi - Bill Buckner (1) - Dave Concepción (8) - Phil Garner (3) - Steve Garvey (8) - Davey Lopes (4) - Bill Madlock (2) - Pete Rose (15) - Mike Schmidt (6) - Ozzie Smith (1) - Manny Trillo (2) Zapolowi - Dusty Baker (1) - Andre Dawson (1) - Mike Easler (1) - George Foster (5) - Pedro Guerrero (1) - Dave Parker (4) - Tim Raines (1) - Joel Youngblood (1) |  | Menadżer - Dallas Green Trenerzy - Bill Virdon - Dick Williams Honorowy kapitan - Warren Spahn |

- W nawiasie podano liczbę powołań do All-Star Game.